# روي رامزي
روي رامزي (بالإنجليزية: Roy Ramsay)‏ هو متسابق يخت باهاماسي، (و. 1912  م).

## وصلات خارجية
- روي رامزي على موقع أوليمبيديا (الإنجليزية)